# Täckeltjärnen
Täckeltjärnen är en sjö i Bräcke kommun i Jämtland och ingår i Ljungans huvudavrinningsområde. Sjön har en area på 0,135 kvadratkilometer och ligger 287,1 meter över havet.

## Delavrinningsområde
Täckeltjärnen ingår i det delavrinningsområde (697312-151124) som SMHI kallar för Inloppet i Ösjön. Medelhöjden är 357 meter över havet och ytan är 33,18 kvadratkilometer. Räknas de 7 avrinningsområdena uppströms in blir den ackumulerade arean 67,4 kvadratkilometer. Täckelån som avvattnar avrinningsområdet har biflödesordning 3, vilket innebär att vattnet flödar genom totalt 3 vattendrag innan det når havet efter 141 kilometer. Avrinningsområdet består mestadels av skog (87 procent). Avrinningsområdet har 0,36 kvadratkilometer vattenytor vilket ger det en sjöprocent på 1,1 procent.